# Zaharia Stancu

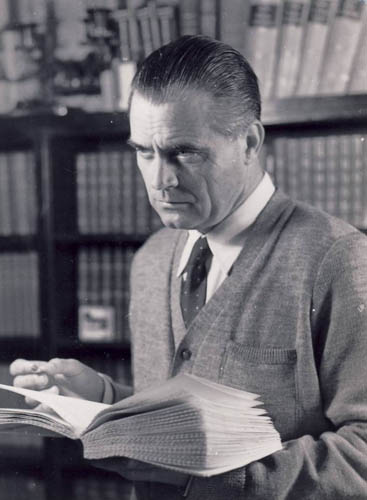
Zaharia Stancu.

Zaharia Stancu, född 7 oktober 1902 i Salcia i Teleorman, död 5 december 1974 i Bukarest, var en rumänsk författare.
Stancu kom från en fattig bondefamilj och prövade flera olika yrken innan han började medverka i olika tidningar och bedrev studier i litteratur och filosofi vid Bukarests universitet. Han debuterade som lyriker med diktsamlingen Simple poeme ('Enkla dikter', 1927). 
Stancu, som var antifascist, fängslades av Ion Antonescus regim under andra världskriget och sattes i ett interneringsläger i Târgu Jiu. Efter kriget blev han en av de mest framträdande rumänska författarna, och var ledamot av Rumänska akademien samt ordförande i Rumäniens författarförbund 1966–71. Han belönades med Rumäniens statliga pris för litteratur och 1971 med det österrikiska Herder-priset.
Med såväl lyrisk värme som kritisk realism skildrade Stancu många gånger livet på den rumänska landsbygden. Hans författarskap nådde sin höjdpunkt med romanen Djävulens plogfåra (Descult de barfota, 1948). I Så länge elden brinner (Şatra, 1968) skildras romernas svåra situation under andra världskriget.